# Oscar Ghiglia
Oscar Ghiglia   (Liorna, 13 d'agost de 1938 - Tessalònica, 3 de març de 2024) va ser un guitarrista italià.
El prestigiós "New Grove Dictionary of Music and Musicians" diu d'ell: "Músic refinat i atent amb una tècnica formidable, també és reconegut com un dels mestres més eminents de la seva generació".

## Biografia
Nascut en una família d'artistes (tant el seu pare Paulo com el seu avi patern Oscar eren pintors, la seva mare pianista acompanyant), es va graduar al Conservatori Santa Cecilia de Roma i va perfeccionar les seves habilitats sota la direcció d'Andrés Segovia a l'Accademia Chigiana de Siena del 1958 al 1963, i a Santiago de Compostel·la. El gran mestre espanyol va ser la seva major font d'inspiració durant la seva formació. Ghiglia va estudiar musicologia amb Jacques Chailley. El 1963 va guanyar el Concurs Internacional de Guitarra ORTF. Segòvia el va convidar l'any següent com a assistent als cursos d'estiu que va fer a Berkeley, Califòrnia.
Va fundar el departament de guitarra de l'Aspen Music Festival (EUA) el 1969 i les trobades de guitarra de Gargnano, on se celebra un concurs internacional de guitarra. Va ser artista resident o professor convidat als conservatoris de Cincinnati i San Francisco, a la Juilliard School, a la "Hartt School" i a la Universitat Northwestern d'Evanston, Illinois.
A més d'una carrera de concert en solitari, Ghiglia va tocar i gravar amb grans músics, inclosos els cantants Victoria de los Ángeles, Jan de Gaetani, Gerald English, John McCollum; els flutistes Jean-Pierre Rampal i Julius Baker; diversos quartets de corda: el "Juilliard String Quartet" l'"Emerson String Quartet", el Cleveland String Quartet, el "Venice String Quartet" i el "Tokyo String Quartet"; els violinistes Giuliano Carmignola, Franco Gulli, Salvatore Accardo i Regis Pasquier; els violistes Bruno Giuranna i Pinchas Zukerman; els violoncel·listes K. Adam, A. Roman i L. Varga; els guitarristes Eliot Fisk S. Fukuda, Letizia Guerra, Antigoni Goni i Elena Papandreou. Oscar Ghiglia va ser el fundador de l'International Classic Guitar Quartet (en el qual van participar de tant en tant Benjamin Bunch, O. Koga, Anders Miolin, S. Schmidt i Andreas von Wangenheim).
Va impartir classes a la Musik-Akademie de Basilea (Suïssa) del 1983 al 2004, i el 1976 va heretar la càtedra que havia ocupat Segòvia a l'Acadèmia Chigiana. El 1973, en col·laboració amb Gianluigi Fia i Ruggero Chiesa, va establir les Trobades de Guitarra Gargnano al llac de Garda, recolzades des del 1976 pel Concurs Internacional Gargnano, que va comptar amb la participació d'una bona part dels principals intèrprets de l'instrument.

## Publicació
- Oscar Ghiglia e Antonin Vercellino, La musica prima di tutto. Incontri con Oscar Ghiglia, Ut Orpheus, 2024.[3]